# Vela ai IX Giochi del Mediterraneo
La seguente pagina illustra i risultati nella vela ai IX Giochi del Mediterraneo. In quest'edizione dei giochi sono previste due gare miste, cioè uomini e donne gareggiano insieme, senza distinzione.

## Gare miste
| Evento  | Oro                                       | Perform. | Argento                               | Perform. | Bronzo                               | Perform. |
| Mistral | Joaquin Blanco                            | 13.00    | José Van des Ploeg                    | 24.40    | Paolo Semeraro                       | 25.70    |
| 470     | Italia Sandro Montefusco Paolo Montefusco | 18.70    | Italia Tommaso Chieffi Enrico Chieffi | 19.70    | Francia François Brenac Alain Champy | 26.10    |

## Medagliere
| Posizione | Paese   |   |   |   | Totale |
| --------- | ------- | - | - | - | ------ |
| 1         | Italia  | 1 | 1 | 1 | 3      |
| 2         | Spagna  | 1 | 1 | 0 | 2      |
| 3         | Francia | 0 | 0 | 1 | 1      |
| Totale    | Totale  | 2 | 2 | 2 | 6      |